# Zamieszki w Palestynie (1929)

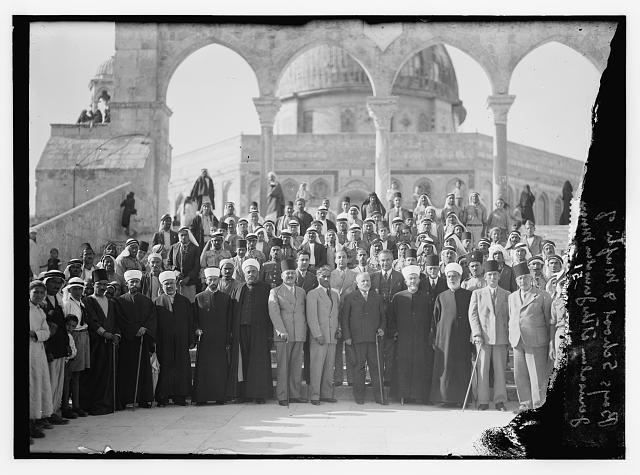
Wielki mufti Jerozolimy wraz z uczniami szkoły męskiej w Jerozolimie, około 1921–1937

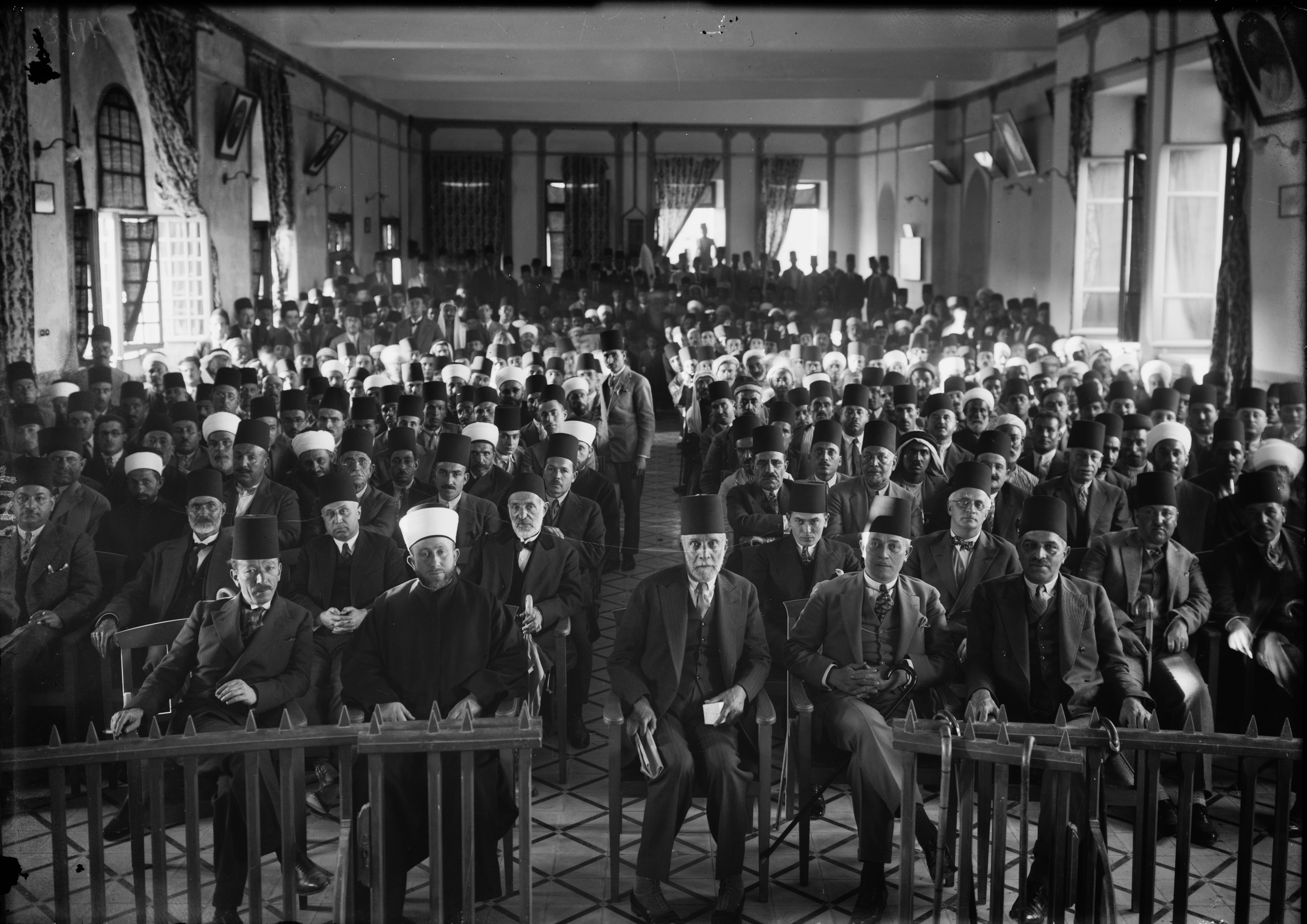
Protest arabskiej delegacji w 1928. Na pierwszym planie (po lewej) widoczny Al-Hadżdż Muhammad Amin al-Husajni

Zamieszki w Palestynie (nazywane także Powstanie Buraq, arab. ثورة البراق) – seria gwałtownych wystąpień społecznych, do których doszło w dniach 23–31 sierpnia 1929 w brytyjskim Mandacie Palestyny.
Zamieszki rozpoczęły się od długotrwałego sporu między muzułmanami i Żydami o dostęp do Muru Zachodniego na Starym Mieście Jerozolimy i rozprzestrzeniły się na inne miasta w Palestynie. W ciągu tygodnia gwałtownych starć zginęło 133 Żydów i 116 Arabów, a rannych zostało 198 Żydów i 232 Arabów.

## Tło wydarzeń
Gdy w 1922 Al-Hadżdż Muhammad Amin al-Husajni objął stanowisko wielkiego muftiego Jerozolimy, był członkiem najbardziej wpływowego arabskiego klanu w Palestynie, al-Husajni. Trzynastu członków klanu było kolejnymi burmistrzami Jerozolimy w latach 1864–1920. Po zamieszkach w Nabi Musa w 1920, Brytyjczycy odwołali Musa al-Husajni ze stanowiska burmistrza Jerozolimy, a na jego miejsce powołali Radżiba al-Naszaszibi, z konkurencyjnego do al-Husajni klanu Naszaszibi. Pogłębiło to rozłam między tymi dwoma największymi palestyńskimi klanami. Amin al-Husajni postanowił odzyskać prestiż swojego klanu i w tym celu zwrócił się do polityki antysyjonistycznej. Postanowił on wykorzystać dla własnych politycznych celów Wzgórze Świątynne w Jerozolimie, a szczególnie meczet al-Aksa i Kopułę na Skale. Był on zdecydowany przekształcić meczet al-Aksa w symbol panarabskiego i palestyńskiego nacjonalizmu w walce z napływem żydowskich imigrantów do Palestyny. Prowadząc swoją kampanię często oskarżał Żydów o planowanie przejęcia kontroli nad Murem Zachodnim, który według niego był niezbywalną własnością i częścią meczetu al-Aksa. Miejsce to stało się punktem zapalnym zbliżających się wydarzeń.
W tym samym roku Amin al-Husajni stanął na czele Najwyższej Rady Muzułmańskiej, która kontrolowała fundusze wakf warte dziesiątki tysięcy funtów i sprawowała nadzór nad działalnością islamskich sądów w Palestynie. Najwyższa Rada Muzułmańska i jej przewodniczący, uważali się za strażnika jednego z trzech świętych miejsc islamu i rozpoczęła międzynarodową kampanię zbierania funduszy na renowację meczetu al-Aksa i Kopuły na Skale. Cały obszar znajdował się w ruinie i wymagał gruntownych prac renowacyjnych. Al-Husajni zlecił wykonanie prac tureckiemu architektowi Mimarowi Kemalettin. Kolejne lata były ciągiem nieustannych wzajemnych oskarżeń arabsko-żydowskich, które przyczyniały się do wzrostu napięć pomiędzy obydwoma społecznościami w mieście. Dodatkowym czynnikiem komplikującym sytuację w Palestynie była trudna sytuacja gospodarcza. Kraj powoli wychodził z kryzysu gospodarczego lat 1926–1927. Gospodarka znajdowała się w bardzo złym stanie, wartość waluty spadła. Tylko w 1927 z Mandatu Palestyny wyjechało za pracą około 5 tys. Arabów. W tym samym roku brytyjskie władze mandatowe uruchomiły program robót publicznych, dzięki czemu tworzono liczne miejsca pracy. Jednak większość przedsiębiorstw wynajmowanych do prac publicznych należała do Żydów. Nie wynikało to z faktu preferencji żydowskich przedsiębiorstw, tylko z faktu, że to Żydzi zakładali większość z nowo powstających firm. Dzięki temu, większość korzyści z pobudzenia lokalnej gospodarki odczuli właśnie członkowie społeczności żydowskiej, która zaczęła się pomyślnie rozwijać. Natomiast społeczność arabska pozostała z rosnącym uczuciem porażki. Kolejnym czynnikiem polaryzującym nastroje była żydowska imigracja. Dzięki wsparciu zagranicznych organizacji syjonistycznych, nowo przybyli do Palestyny imigranci tworzyli nowe osady, które powstawały na gruntach odkupionych od ubożejących Arabów.
Przy czym należy podkreślić, że obie społeczności – arabska i żydowska – patrzyły na wszystkie problemy tylko z punktu widzenia własnej tradycji i własnych interesów. W dniu 26 sierpnia 1928 Amin Al-Husajni przewodniczył w uroczystościach zakończenia pierwszego etapu prac renowacyjnych w meczecie al-Aksa. W uroczystościach uczestniczyli przedstawiciele wszystkich krajów muzułmańskich, które sfinansowały realizację projektu. Wśród obecnych był jordański król Abdullah I. W ten sposób uwaga arabskiej społeczności w Palestynie była bardzo mocno skoncentrowana na świętych miejscach Jerozolimy, których znaczenie i zarazem zagrożenie ze strony żydowskiej było podkreślane w licznych wypowiedziach arabskich notabli. Miesiąc później, w dniu 23 września 1928, Żydzi przygotowywali się do obchodzenia przy Zachodnim Murze tradycyjnego żydowskiego święta Jom Kipur. Sługa synagogi (szames), na polecenie rabinów, ustawił krzesła oraz tradycyjne ogrodzenie oddzielające miejsca modlitw mężczyzn od kobiet. Było to zgodne z tradycją żydowską, jednak władze muzułmańskie złożyły w tej sprawie skargę do brytyjskiego komisarza Jerozolimy, Edwarda Keith-Roacha. Skarga zwracała uwagę, że wystawienie ogrodzenia (parkanu) narusza status quo miejsca uznawanego za święte przez obie strony sporu. W reakcji na skargę, komisarz wydał ultimatum wzywające Żydów do usunięcia parkanu. Kiedy minął jego termin, policjanci w pełnym rynsztunku wkroczyli na teren Zachodniego Muru i siłą usunęli ogrodzenie. Wywołało to kłótnie i przepychanki z żydowskimi wiernymi. Cały incydent miał jednak o wiele bardziej poważne następstwa. Zdarzenie to wywołało protesty społeczności żydowskiej na całym świecie, a żydowska Rada Narodowa zażądała wydzielenia Zachodniego Muru spod administracji mandatowej. W odpowiedzi muzułmanie zorganizowali Komitet Obrony i zorganizowali olbrzymi wiec protestacyjny na placu przed meczetem al-Aksa. Równocześnie rozpoczęto prowadzenie hałaśliwych prac budowlanych powyżej żydowskiego miejsca modlitw, a przez plac przed Zachodnim Murem zaczęły przechodzić liczne karawany kupieckich osłów. Wywoływało to rozdrażnienie i wybuchy gniewu modlących się Żydów. Wzajemne oskarżenia, przeciągające się rozmowy, wyjaśnienia, dochodzenia i negocjacje toczyły się przez cały rok. Amin Al-Husajni wykorzystał cały incydent do twierdzenia, że Żydzi zamierzają przejąć cały kompleks meczetu al-Aksa. Informację tę rozpowszechniano poprzez dystrybucję ulotek wśród Arabów w całej Palestynie. W konsekwencji w wielu miejscach dochodziło do aktów napaści i pobicia Żydów.
Wiosną 1929 hebrajska gazeta „Doar HaYom” (organ ruchu syjonizmu rewizjonistycznego) rozpoczęła kampanię na rzecz odzyskania żydowskich praw do Muru Zachodniego. Widząc wzrost napięcia, w dniu 6 sierpnia policja mandatowa wystawiła przy Murze posterunek policyjny. W odpowiedzi, 14 sierpnia członkowie żydowskich organizacji Hagana i Bejtar zorganizowali w Tel Awiwie demonstrację z udziałem około 6 tys. osób. Demonstranci protestowali przeciwko decyzji z 1928 o przyznaniu muzułmanom Zachodniego Muru. W dniu 15 sierpnia 1929 (żydowskie święto Tisza be-Aw upamiętniające datę zburzenia Pierwszej i Drugiej Świątyni Jerozolimskiej), grupa kilkuset osób z młodzieżowego ruchu rewizjonistycznego Bejtar, w tym członkowie Komitetu ds. Zachodniego Muru Josefa Klausnera, zebrała się pod Murem skandując hasła: „Mur jest nasz!”. Podnieśli flagę żydowską i odśpiewali hymn Hatikwa. Władze mandatowe były wcześniej poinformowane o demonstracji i otoczyły cały teren dużymi siłami policyjnymi, aby uniknąć jakichkolwiek incydentów. Arabowie rozpowszechnili jednak pogłoski, że młodzi Żydzi zaatakowali lokalnych mieszkańców i przeklinali imię proroka Mahometa.
Następnego dnia, w piątek 16 sierpnia, po zapalnym kazaniu wygłoszonym w meczecie al-Aksa, Najwyższa Rada Muzułmańska zorganizowała arabską demonstrację. Jej uczestnicy pomaszerowali spod meczetu al-Aksa do Zachodniego Muru, gdzie wyrywali modlącym się Żydom tality i modlitewniki. Pomimo protestów, modlitewniki oraz błagalne karteczki wtykane w szczeliny Muru, zostały spalone. Podczas całego zajścia nikomu nic się nie stało. Jednak następnego dnia w dzielnicy Bucharim został ugodzony nożem 17. letni żydowski chłopiec, Abraham Mizrachi. Zmarł wieczorem następnego dnia. Tego samego dnia doszło do bójki i ciężkiego pobicia Araba. W dniu 20 sierpnia przywódcy organizacji paramilitarnej Hagana zaproponowali ochronę lub ewakuację liczącej około 600 osób żydowskiej społeczności w Hebronie. Oferta została odrzucona przez przywódców społeczności Hebronu, którzy podkreślili, że ufają zapewnieniom o ich bezpieczeństwie składanym przez lokalnych arabskich notabli. Tymczasem 21 sierpnia w Jerozolimie odbył się pogrzeb zabitego cztery dni wcześniej żydowskiego chłopca. Pogrzeb przybrał formę politycznej demonstracji. Doszło wówczas do próby wejścia do Dzielnicy Muzułmańskiej na Starym Mieście i przepychanek z policjantami. Późno w nocy, z inicjatywy żydowskiego przywództwa odbyło się spotkanie na którym miały być obecne najważniejsze osobistości Mandatu Palestyny. Jednak w tym krytycznym momencie okazało się, że zabrakło w kraju przywódców. Wysoki komisarz Palestyny sir John Chancellor był w Londynie, a w jego zastępstwie obowiązki pełnił proarabski sir Harry Charles Luke. Również liderzy społeczności żydowskiej byli poza krajem, na Kongresie Syjonistycznym w Zurychu. Z tego powodu w spotkaniu udział wzięli sir Harry Luke, sekretarz Arabskiego Komitetu Wykonawczego Dżamal al-Husajni i członek żydowskiej Rady Narodowej Jicchak Ben Cewi. Rozmowy nie przyniosły porozumienia, i nie stworzyły możliwości położenia kresu przemocy. Następnego dnia Brytyjczycy podjęli próbę złagodzenia napięcia i uzyskali zgodę obu stron na rozpoczęcie dialogu w następnym tygodniu. Do kolejnych rozmów jednak nie doszło, ponieważ wybuchły arabskie zamieszki.
Brytyjskie siły wojskowe w Jerozolimie liczyły wówczas zaledwie około 100 żołnierzy i 300 policjantów, sześć samochodów pancernych, oraz pięć lub sześć samolotów. Całość sił policji Mandatu Palestyny liczyła około 1,5 tys. policjantów i 175 oficerów brytyjskich (wielu z nich było na letnim urlopie wakacyjnym). Większość policjantów była Arabami.

## Przebieg
W piątek 23 sierpnia 1929, do Jerozolimy przybyły tysiące Arabów mieszkających w okolicy. Zgromadzili się wokół meczetu al-Aksa, aby się modlić. Wielu z przybyłych było uzbrojonych w kije i noże. Kazanie w meczecie wygłosił wielki mufti Jerozolimy Amin al-Husajni. Po zakończeniu modłów tłum przeszedł przez Stare Miasto do Bramy Damasceńskiej i zaatakował żydowskie dzielnice położone za bramą – Morasza, Batte Ungarin, Me’a Sze’arim i Bet Jisra’el. Zamordowanych zostało 19 Żydów, wielu pobito i raniono. Podpalono kilka synagog, liczne żydowskie domy i sklepy zostały splądrowane. Muzułmanie próbowali zaatakować następne żydowskie dzielnice miasta. Jednak Aaron Fiszer stanął u wyjścia z dzielnicy Me’a Sze’arim i wystrzałem z pistoletu w powietrze zatrzymał arabski pochód. W starciach w Me’a Sze’arim zginęło dwóch Arabów. Zaskoczyło to i dodatkowo rozwścieczyło Arabów, którzy zawrócili plądrując wszystkie napotkane domy. W dzielnicy zginęło 4 Żydów, w tym kobieta i dzieci. Celem agresji stała się także Dzielnica Żydowska na Starym Mieście. W podpalonym szpitalu Misgaw Ladach poważnie raniony został lekarz dr Nahum Korkidi. W Bramie Jafy tłum zamordował kilku Żydów. Obserwujący całe to zdarzenie policjanci nie interweniowali. Później podczas przesłuchań zeznali, że obawiali się, aby tłum nie skierował swojego gniewu na policję.
Następnego dnia zamieszki w Jerozolimie objęły swoim zasięgiem kolejne dzielnice. W większości miejsc Żydzi nie bronili się, a jedynie w dzielnicach Jemin Mosze i Rechawia grupy Żydów uzbrojonych w kije i nieliczne pistolety odparły napastników. Ogółem w tym dniu w mieście zginęło 17 Żydów.
W kolejnych dniach arabskie bandy podjęły próbę przecięcia drogi łączącej Jerozolimę z nadmorską równiną. Ataki te zostały w większości przypadków odparte przez policję. Jednak na terenach zamieszkanych pojazdy policyjne pojawiały się sporadycznie. Po oddaniu kilku strzałów do tłumu, wycofywały się w bezpieczne miejsca. W tej sytuacji członkowie żydowskiej organizacji paramilitarnej Hagana przy wsparciu ochotników zaczęli organizować patrole strzegące porządku na ulicach. Po stronie przeciwnej, w odróżnieniu od zamieszek z 1920 i 1921, nie znajdował się tłum z pałkami i nożami. Tym razem główne działania podejmowały zorganizowane bandy, często uzbrojone w karabiny i pistolety. Stwarzało to o wiele większe zagrożenie dla żydowskich cywili. Ze względów na ich bezpieczeństwo przeprowadzono ewakuację osiedla Talpijjot i sąsiedniego kibucu Ramat Rachel. Kibuc ten został wówczas doszczętnie spalony wraz z okolicznymi uprawami rolniczymi. Zginęła jedna osoba. W osiedlu Moca kilkunastu Arabów z pobliskiej wioski Colonia zaatakowało odosobniony dom należący do rodziny Maklef – zginął ojciec, matka, syn, dwie córki i ich dwoje gości. Troje dzieci uciekło przez tylne okno i dzięki temu przeżyło. Jedno z nich, Mordechaj Maklef został później szefem personelu Sił Obronnych Izraela. Napastnicy zabili także samotnego policjanta i pasterza zatrudnionego przez rodzinę Maklef. Przez rok osiedle było opuszczone. Splądrowany i doszczętnie spalony został także pobliski moszaw Kefar Urijja. Jego mieszkańcy zdołali jednak ocalić życie i zbiegli na tereny kontrolowane przez Żydów.
Do odmiennej sytuacji doszło w rejonie Tel Awiwu i Jafy. Doszło tam do zabójstwa imama oraz 6 innych Arabów.

### Pogrom w Hebronie
Do najcięższego pogromu doszło w Hebronie. Informacje o rozruchach w Jerozolimie dotarły tam wczesnym popołudniem 23 sierpnia 1929. W rejonie dworca autobusowego zgromadził się tłum około 700 Arabów, którzy głośno wyrażali swoje niezadowolenie i obrzucili kamieniami rabina Jaakova Josef Slonim Dweka. Lokalna policja zaleciła Żydom schronienie się w domach i usiłowała rozproszyć tłum przy użyciu kijów. Pomimo to, popołudniem Arabowie obrzucili kamieniami jesziwę Hebron. W środku znajdowały się tylko dwie osoby. Jeden ze studentów, który usiłował uciec, został śmiertelnie pobity. Drugi z Żydów ukrył się w studni i przeżył.
Wcześnie rano w sobotę 24 sierpnia, na ulicach Hebronu pojawił się tłum uzbrojony w pałki i noże. Zabito dwóch napotkanych żydowskich chłopców – jednego ukamienowano, a drugiego zadźgano nożami. Następnie tłum zaczął plądrować żydowskie domy i sklepy, bijąc napotkanych Żydów. Sytuację usiłował uspokoić brytyjski oficer Raymond Cafferata, który pełnił funkcję komendanta lokalnej policji. Zastrzelił on dwóch atakujących Arabów, a jego policjanci otworzyli ogień z karabinów do tłumu. Część Arabów rozproszyła się, jednak pozostali kontynuowali grabieże. Cafferata wezwał posiłki, dotarły one jednak do miasta dopiero po pięciu godzinach. Wielu Żydów zostało uratowanych przez swoich arabskich sąsiadów, którzy sami zaproponowali im schronienie przed tłumem. Inni przeżyli dzięki schronieniu się na posterunku policji na obrzeżach miasta. Masakra zakończyła się wraz z przybyciem do Hebronu posiłków policji, które zaprowadziły spokój na ulicach.
W pogromie w Hebronie zginęło 67 Żydów, a 58 zostało rannych. Jedna trzecia z zabitych była studentami jesziwy Hebron. Dziewiętnaście arabskich rodzin ukryło 435 Żydów, biorąc w ten sposób wielkie ryzyko na siebie. Ci, którzy przeżyli, zostali ewakuowani przez Brytyjczyków do Jerozolimy. Podczas pogromu splądrowane zostały wszystkie żydowskie domy oraz synagoga w mieście.

### Pogrom w Safedzie
W dniu 29 sierpnia 1929 imam centralnego meczetu w Safedzie wygłosił kazanie wymierzone przeciwko Żydom. Kierował się on wezwaniem wielkiego muftiego Jerozolimy, który polecił wszystkim Arabom w Palestynie podjęcie działań, aby ukarać winnych Żydów, którzy dopuścili się zabójstwa Arabów w Jerozolimie. Gdy tłum Arabów opuścił meczet, przeszedł przez rynek oddzielający dzielnicę arabską od żydowskiej, i zaatakował żydowskich mieszkańców miasta. Przez trzy kolejne dni trwały grabieże, rabunki, podpalenia, pobicia i gwałty. Brytyjscy policjanci i urzędnicy administracji nie podjęli żadnych działań, aby powstrzymać masakrę. Niektórzy z Żydów schronili się w budynku seraja w Safedzie, będącym siedzibą administracji mandatowej. Gdy Arabowie wspięli się na otaczający dziedziniec mur, Brytyjczycy nie zareagowali. W rezultacie Arabowie bezkarnie strzelali do siedzących na dziedzińcu Żydów.
W pogromie zginęło 18 Żydów, a około 80 zostało rannych. Około dwustu żydowskich domów zostało splądrowanych, a wiele z nich spalono. Największe zniszczenia nastąpiły w zachodniej części dzielnicy żydowskiej. Wówczas Arabowie stali się większością w Safedzie.

## Konsekwencje
Wielkość i zasięg zamieszek w Palestynie z 1929 całkowicie zaskoczyły brytyjskie władze mandatowe. Sądy skazały za popełnione podczas zajść przestępstwa ogółem 195 Arabów i 34 Żydów. Wyroki śmierci wydano na 17 Arabów i 2 Żydów – zostały one później zmienione na wieloletnie wyroki więzienia, z wyjątkiem 3 Arabów, których powieszono. Brytyjczycy jednoznacznie spostrzegali Amina al-Husajniego jako prowodyra zamieszek. Poprzez swoich tajnych emisariuszy podburzał Arabów w kolejnych miejscowościach. W Londynie sir Alfred Mond zażądał aresztowania al-Husajniego, oskarżając go o wzniecenie anty-brytyjskich zamieszek w Palestynie. Dodatkowo nałożono wysokie grzywny na 22 arabskie miejscowości i wioski. Rodzinom, które utraciły członków lub własność, wypłacono rekompensaty finansowe o całkowitej sumie około 200 tys. funtów.
W celu dokładnego zbadania przebiegu, okoliczności i przyczyn zamieszek powołano Komisję Śledczą, na czele której stanął prawnik sir Walter Shaw. W dniach od 25 października do 29 grudnia 1929 przesłuchano 140 świadków. W marcu 1930 został opublikowany raport komisji Shawa i w jego konsekwencji ogłoszono białą księgę Passfielda ograniczającą wielkość żydowskiej imigracji napływającej do Palestyny.
Przywódcy społeczności żydowskiej doszli po zajściach z 1929 do wniosku, że muszą wzmocnić i zreorganizować swoją organizację samoobrony. W celu ułatwienia zadań obronnych zdecydowano się opuścić duże miasta arabskie, takie jak Hebron i Gaza.